# Deanne Rose
Deanne Cynthia Rose (* 3. März 1999 in Alliston, Ontario) ist eine kanadische Fußballspielerin, die im Mittelfeld spielt. Im Dezember 2015 spielte sie erstmals für die kanadische Fußballnationalmannschaft der Frauen. Seit September 2023 spielt sie für Leicester City, zuvor für den FC Reading und für die Florida Gators.

## Karriere
Deanne Rose ist die Tochter jamaikanischer Eltern. Mit vier Jahren begann sie bei Alliston Soccer League mit dem Fußballspielen, mit 15 Jahren wurde sie in das kanadische Jugendprogramm aufgenommen und nahm an Traingscamps der U-15- und U-17-Juniorinnen teil, spielte aber erstmals 2016 international für eine Juniorinnenmannschaft.
Im Dezember 2015 wurde sie dann für die A-Nationalmannschaft nominiert und nahm am Vier-Nationen-Turnier in Brasilien teil, bei dem die Kanadierinnen Zweite wurden. Dabei wurde sie am 9. Dezember mit 16 Jahren im ersten Spiel gegen Mexiko in der 66. Minute zu ihrem ersten Länderspiel eingewechselt. Im zweiten Spiel beim 4:0 gegen Trinidad & Tobago bereitete sie das 1:0 in der 10. Minute vor, wurde aber in der 64. Minute ausgewechselt. In den beiden mit 1:2 und 1:3 gegen Brasilien verlorenen Spielen kam sie nur im zweiten Spiel kurz nach dem 1:2 zum Einsatz.
Sie gehörte auch zum Kader für das Qualifikationsturnier für die Olympischen Sommerspiele 2016. Sie kam in zwei Gruppenspielen zum Einsatz und erzielte dabei beim 5:0 gegen Guyana das erste und dritte Tor – und damit ihre beiden ersten Länderspieltore – und bereitete das vierte Tor vor. Beim 3:1 im Halbfinale gegen Costa Rica erzielte sie das Tor zum 3:1-Endstand. Damit hatten sich die Kanadierinnen für die Olympischen Spiele 2016 in Rio de Janeiro qualifiziert. Das Finale gegen die USA verloren sie dann aber mit 0:2, wobei sie aber nicht ersetzt wurde. Anfang März nahm sie dann am Algarve-Cup 2016 teil, den die Kanadierinnen gewannen. Dabei stand sie bei zwei Gruppenspielen in der Startelf, wurde aber nach 68 bzw. 78 Minuten ausgewechselt. Im mit 2:1 gegen Brasilien gewonnenen Finale wurde sie in der 70. Minute beim Stand von 2:0 eingewechselt. Auch bei den darauf folgenden Freundschaftsspielen im April und Juni gegen die Niederlande und Brasilien stand sie in der Startelf, spielte aber nie über die volle Distanz.
Am 25. Juni wurde sie dann für den Kader für die Olympischen Spiele nominiert. Sie kam in fünf Spielen zum Einsatz. Im Spiel um Platz 3 erzielte sie gegen Gastgeber Brasilien das erste Tor und ist nun mit 17 Jahren und 169 Tagen die jüngste Torschützin bei Olympischen Spielen. Kurz nach den Olympischen Spielen nahm sie mit der U-17-Mannschaft an der U-17-WM in Jordanien teil. Dort kam sie in den drei Gruppenspielen zum Einsatz und erzielte beim 1:1 gegen Deutschland das erste Tor. Die Kanadierinnen schieden aber als Gruppendritte aus. Bereits einen Monat später nahm sie mit der U-20-Mannschaft auch an der U-20-WM in Papua-Neuguinea teil. Auch hier kam sie in den drei Gruppenspielen zum Einsatz, die aber alle verloren wurden, so dass die Kanadierinnen als Gruppenletzte ausschieden. Im März 2017 folgten vier Einsätze beim Algarve-Cup 2017, bei dem die Kanadierinnen den Titel im Finale an Spanien verloren. Auch in den beiden Freundschaftsspielen gegen die Olympia-Finalisten Schweden und Deutschland im April kam sie zum Einsatz, wobei ihr beim 1:2 gegen Deutschland der zwischenzeitliche Ausgleich gelang.
Beim CONCACAF Women’s Gold Cup 2018, bei dem sich die Kanadierinnen für die WM 2019 qualifizierten, hatte sie zwei Kurzeinsätze von insgesamt 49 Minuten und erzielte beim 12:0-Sieg gegen Kuba das zwischenzeitliche 4:0. Am 25. Mai 2019 wurde sie für die WM 2019 nominiert. Sie wurde aber nur im ersten Gruppenspiel gegen Kamerun für die letzten 15 Minuten eingewechselt. Ihre Mannschaft schied im Achtelfinale gegen den späteren Dritten Schweden aus.
Im Juni 2021 wurde sie für die wegen der COVID-19-Pandemie um ein Jahr verschobenen Olympischen Spiele nominiert. Bei den Spielen kam sie in allen sechs Spielen ihrer Mannschaft zum Einsatz, wobei sie im zweiten Gruppenspiel und im Halbfinale jeweils über die volle Distanz mitwirkte. Im ersten Gruppenspiel gegen die Gastgeberinnen wurde sie erst in der 73. Minute eingewechselt, im dritten Gruppenspiel gegen Großbritannien zur zweiten Halbzeit ausgewechselt und im Viertelfinale gegen Brasilien in der 63. Minute ein- und in der 114. wieder ausgewechselt. Im Finale wurde sie wieder in der 63. Minute eingewechselt, spielte aber diesmal bis zum Ende mit, gehörte beim Elfmeterschießen zu den erfolgreichen Schützinnen ihrer Mannschaft und trug damit zum Gewinn der Goldmedaille bei.
Ende Juli 2021 erhielt sie einen Zweijahresvertrag beim FC Reading.
Bei der CONCACAF W Championship 2022 kam sie nur in den ersten beiden Gruppenspielen zum Einsatz. Durch zwei Siege qualifizierten sich die Kanadierinnen vorzeitig für das Halbfinale und die Fußball-Weltmeisterschaft der Frauen 2023 in Australien und Neuseeland. Im Finale verloren sie dann aber wieder einmal gegen die USA.
In ihrem ersten Spiel der Saison 2022/23 zog sie sich eine Achillessehnenverletzung zu, wodurch sie längere Zeit ausfiel. Am 9. Juli 2023 wurde sie dennoch für die WM 2023 nominiert, kam in zwei der drei Spiele ihres Teams jeweils eine Halbzeit lang zum Einsatz und schied mit ihrer Mannschaft nach der Vorrunde aus.
Im September 2023 erhielt sie einen Zweijahresvertrag bei Leicester City.

## Erfolge
mit Kanada
- Sieger Algarve-Cup: 2016
- Bronzemedaille Olympische Spiele 2016
- Olympische Spiele 2020: Goldmedaille

## Auszeichnungen
- 2016: Kanadische U-17-Spielerin des Jahres[17]